# Jesper Lindstrøm
Jesper Grænge Lindstrøm (Taastrup, 29 febbraio 2000) è un calciatore danese, centrocampista del Wolfsburg, in prestito dal Napoli, e della nazionale danese.

## Caratteristiche tecniche
È principalmente un trequartista, ma può giocare in tutte le posizioni d'attacco. Dotato di una notevole velocità sia in accelerazione, sia sulla lunga distanza, è abile nei dribbling uno contro uno e dimostra grande intelligenza tattica.

## Carriera

### Club

#### Gli inizi, Brøndby
Cresciuto nel settore giovanile del Brøndby, debutta in prima squadra il 22 novembre 2018, disputando l'incontro di Coppa di Danimarca vinto per 4-1 contro il Marienlyst. Il 28 luglio 2019 realizza, invece, la sua prima rete da professionista con la maglia gialloblu, nel successo per 3-2 contro l'Odense, valido per la terza giornata di Superligaen. In tre stagioni con il club danese colleziona 65 presenze complessive, mettendo a segno 15 gol; vince, inoltre, il campionato nell'annata 2020-2021, risultando essere uno dei giocatori chiave della squadra.

#### Eintracht Francoforte
L'11 luglio 2021 si trasferisce a titolo definitivo all'Eintracht Francoforte. Fa il suo esordio l'8 agosto seguente, nel match di Coppa di Germania perso per 2-0 sul campo del Waldhof Mannheim. Il primo gol con la nuova maglia arriva il successivo 21 novembre, nella vittoria per 0-2 contro il Friburgo, valida per la 12ª giornata di Bundesliga. Durante la sua prima stagione con i tedeschi non solo mette a segno 5 reti in 39 presenze complessive, ma contribuisce anche alla conquista dell'Europa League, scendendo in campo dal primo minuto nella vittoriosa finale contro i Rangers. Nell'annata successiva migliora il suo score, siglando 9 gol in 38 presenze totali.

#### Napoli
Il 29 agosto 2023 viene ufficializzato il suo trasferimento a titolo definitivo, per 25 milioni di euro, al Napoli, in Serie A, con cui firma un contratto quinquennale. Debutta con i partenopei il successivo 2 settembre, subentrando a Matteo Politano al 75' del match casalingo contro la Lazio, perso per 1-2 e valido per la terza giornata di Serie A. Il 30 dello stesso mese parte per la prima volta da titolare nel successo per 4-0 in casa del Lecce, valevole per il settimo turno di campionato. Durante il resto della stagione trova pochissimo spazio tra le file azzurre, venendo spesso utilizzato solamente negli ultimi minuti di partita da tutti e tre gli allenatori succedutisi sulla panchina partenopea (Rudi Garcia, Walter Mazzarri e Francesco Calzona).

#### Prestito all'Everton
Il 26 luglio 2024 viene annunciato il suo trasferimento all'Everton, in Premier League, con la formula del prestito oneroso per 2,5 milioni di euro e un diritto di riscatto fissato a 22,5 milioni di euro. Esordisce con la nuova maglia il 24 agosto seguente, subentrando a Jack Harrison nel secondo tempo della gara esterna contro il Tottenham, valida per la seconda giornata di campionato e conclusasi 4-0 a favore degli Spurs. Al termine della stagione, chiusa con 27 presenze complessive, non viene riscattato dai Toffees.

#### Prestito al Wolfsburg
Dopo essere rientrato al Napoli, il 23 luglio 2025 viene ceduto al Wolfsburg in prestito oneroso per 1,5 milioni di euro, con diritto di riscatto fissato a 16 milioni più altri 2 di bonus; il calciatore fa così ritorno in Bundesliga dopo due anni.

### Nazionale

#### Nazionali giovanili
Nel 2021 partecipa con la selezione Under-21 agli Europei di categoria, che vedono i danesi fermarsi ai quarti di finale, eliminati dai pari età della Germania dopo i calci di rigore.

#### Nazionale maggiore
Fa il suo debutto in nazionale maggiore l'11 novembre 2020, subentrando a Lucas Andersen negli ultimi minuti dell'amichevole vinta per 2-0 contro la Svezia.
Il 29 marzo 2022 realizza il suo primo gol con la Danimarca, nel successo per 3-0 contro la Serbia in amichevole. Nel novembre dello stesso anno viene incluso nei 26 convocati per il Mondiale in Qatar. Scende in campo in tutti e tre i match disputati dalla nazionale danese, eliminata nella fase a gironi.

## Statistiche

### Presenze e reti nei club
Statistiche aggiornate al 23 luglio 2025.
| Stagione                     | Squadra                      | Campionato                   | Campionato | Campionato | Coppe nazionali | Coppe nazionali | Coppe nazionali | Coppe continentali | Coppe continentali | Coppe continentali | Altre coppe | Altre coppe | Altre coppe | Totale | Totale |
| Stagione                     | Squadra                      | Comp                         | Pres       | Reti       | Comp            | Pres            | Reti            | Comp               | Pres               | Reti               | Comp        | Pres        | Reti        | Pres   | Reti   |
| ---------------------------- | ---------------------------- | ---------------------------- | ---------- | ---------- | --------------- | --------------- | --------------- | ------------------ | ------------------ | ------------------ | ----------- | ----------- | ----------- | ------ | ------ |
| 2018-2019                    | Brøndby                      | SL                           | 0          | 0          | CD              | 1               | 0               | UEL                | -                  | -                  | -           | -           | -           | 1      | 0      |
| 2019-2020                    | Brøndby                      | SL                           | 19+9       | 2+1        | CD              | 1               | 0               | UEL                | 4                  | 2                  | -           | -           | -           | 33     | 5      |
| 2020-2021                    | Brøndby                      | SL                           | 22+7       | 9+1        | CD              | 2               | 0               | -                  | -                  | -                  | -           | -           | -           | 31     | 10     |
| Totale Brøndby               | Totale Brøndby               | Totale Brøndby               | 57         | 13         |                 | 4               | 0               |                    | 4                  | 2                  |             | -           | -           | 65     | 15     |
| 2021-2022                    | Eintracht Francoforte        | BL                           | 29         | 5          | CG              | 1               | 0               | UEL                | 9                  | 0                  | -           | -           | -           | 39     | 5      |
| 2022-2023                    | Eintracht Francoforte        | BL                           | 27         | 7          | CG              | 3               | 1               | UCL                | 7                  | 1                  | SU          | 1           | 0           | 38     | 9      |
| ago. 2023                    | Eintracht Francoforte        | BL                           | 1          | 0          | CG              | 1               | 0               | UECL               | 1                  | 0                  | -           | -           | -           | 3      | 0      |
| Totale Eintracht Francoforte | Totale Eintracht Francoforte | Totale Eintracht Francoforte | 57         | 12         |                 | 5               | 1               |                    | 17                 | 1                  |             | 1           | 0           | 80     | 14     |
| ago. 2023-2024               | Napoli                       | A                            | 22         | 0          | CI              | 1               | 0               | UCL                | 4                  | 0                  | SI          | 2           | 0           | 29     | 0      |
| 2024-2025                    | Everton                      | PL                           | 23         | 0          | FA Cup+EFL Cup  | 2+2             | 0+0             | -                  | -                  | -                  | -           | -           | -           | 27     | 0      |
| 2025-2026                    | Wolfsburg                    | BL                           | -          | -          | CG              | -               | -               | -                  | -                  | -                  | -           | -           | -           | -      | -      |
| Totale carriera              | Totale carriera              | Totale carriera              | 159        | 25         |                 | 14              | 1               |                    | 25                 | 3                  |             | 3           | 0           | 201    | 29     |

### Cronologia presenze e reti in nazionale
| Cronologia completa delle presenze e delle reti in nazionale ― Danimarca | Cronologia completa delle presenze e delle reti in nazionale ― Danimarca | Cronologia completa delle presenze e delle reti in nazionale ― Danimarca | Cronologia completa delle presenze e delle reti in nazionale ― Danimarca | Cronologia completa delle presenze e delle reti in nazionale ― Danimarca | Cronologia completa delle presenze e delle reti in nazionale ― Danimarca | Cronologia completa delle presenze e delle reti in nazionale ― Danimarca | Cronologia completa delle presenze e delle reti in nazionale ― Danimarca |
| Data                                                                     | Città                                                                    | In casa                                                                  | Risultato                                                                | Ospiti                                                                   | Competizione                                                             | Reti                                                                     | Note                                                                     |
| ------------------------------------------------------------------------ | ------------------------------------------------------------------------ | ------------------------------------------------------------------------ | ------------------------------------------------------------------------ | ------------------------------------------------------------------------ | ------------------------------------------------------------------------ | ------------------------------------------------------------------------ | ------------------------------------------------------------------------ |
| 11-11-2020                                                               | Brøndby                                                                  | Danimarca                                                                | 2 – 0                                                                    | Svezia                                                                   | Amichevole                                                               | -                                                                        | 86’                                                                      |
| 1-9-2021                                                                 | Copenaghen                                                               | Danimarca                                                                | 2 – 0                                                                    | Scozia                                                                   | Qual. Mondiali 2022                                                      | -                                                                        | 90+4’                                                                    |
| 12-11-2021                                                               | Copenaghen                                                               | Danimarca                                                                | 3 – 1                                                                    | Fær Øer                                                                  | Qual. Mondiali 2022                                                      | -                                                                        | 57’                                                                      |
| 26-3-2022                                                                | Amsterdam                                                                | Paesi Bassi                                                              | 4 – 2                                                                    | Danimarca                                                                | Amichevole                                                               | -                                                                        | 46’                                                                      |
| 29-3-2022                                                                | Copenaghen                                                               | Danimarca                                                                | 3 – 0                                                                    | Serbia                                                                   | Amichevole                                                               | 1                                                                        | 56’                                                                      |
| 25-9-2022                                                                | Copenaghen                                                               | Danimarca                                                                | 2 – 0                                                                    | Francia                                                                  | UEFA Nations League 2022-2023 - 1º turno                                 | -                                                                        | 60’                                                                      |
| 22-11-2022                                                               | Al Rayyan                                                                | Danimarca                                                                | 0 – 0                                                                    | Tunisia                                                                  | Mondiali 2022 - 1º turno                                                 | -                                                                        | 65’                                                                      |
| 26-11-2022                                                               | Doha                                                                     | Francia                                                                  | 2 – 1                                                                    | Danimarca                                                                | Mondiali 2022 - 1º turno                                                 | -                                                                        | 85’                                                                      |
| 30-11-2022                                                               | Al Wakrah                                                                | Australia                                                                | 1 – 0                                                                    | Danimarca                                                                | Mondiali 2022 - 1º turno                                                 | -                                                                        |                                                                          |
| 16-6-2023                                                                | Copenaghen                                                               | Danimarca                                                                | 1 – 0                                                                    | Irlanda del Nord                                                         | Qual. Euro 2024                                                          | -                                                                        | 80’                                                                      |
| 7-9-2023                                                                 | Copenaghen                                                               | Danimarca                                                                | 4 – 0                                                                    | San Marino                                                               | Qual. Euro 2024                                                          | -                                                                        | 72’                                                                      |
| 10-9-2023                                                                | Helsinki                                                                 | Finlandia                                                                | 0 – 1                                                                    | Danimarca                                                                | Qual. Euro 2024                                                          | -                                                                        | 46’                                                                      |
| 14-10-2023                                                               | Copenaghen                                                               | Danimarca                                                                | 3 – 1                                                                    | Kazakistan                                                               | Qual. Euro 2024                                                          | -                                                                        | 90+1’                                                                    |
| 17-10-2023                                                               | Serravalle                                                               | San Marino                                                               | 1 – 2                                                                    | Danimarca                                                                | Qual. Euro 2024                                                          | -                                                                        | 62’                                                                      |
| 17-11-2023                                                               | Copenaghen                                                               | Danimarca                                                                | 2 – 1                                                                    | Slovenia                                                                 | Qual. Euro 2024                                                          | -                                                                        | 90+1’                                                                    |
| 20-11-2023                                                               | Belfast                                                                  | Irlanda del Nord                                                         | 2 – 0                                                                    | Danimarca                                                                | Qual. Euro 2024                                                          | -                                                                        | 56’                                                                      |
| 20-3-2025                                                                | Copenaghen                                                               | Danimarca                                                                | 1 – 0                                                                    | Portogallo                                                               | UEFA Nations League 2024-2025 - Quarti di finale                         | -                                                                        | 69’                                                                      |
| 23-3-2025                                                                | Lisbona                                                                  | Portogallo                                                               | 5 – 2 dts                                                                | Danimarca                                                                | UEFA Nations League 2024-2025 - Quarti di finale                         | -                                                                        | 65’                                                                      |
| Totale                                                                   |                                                                          | Presenze                                                                 | 18                                                                       |                                                                          | Reti                                                                     | 1                                                                        |                                                                          |

## Palmarès

### Club

#### Competizioni nazionali
- Campionato danese: 1

Brøndby: 2020-2021

#### Competizioni internazionali
- UEFA Europa League: 1

Eintracht Francoforte: 2021-2022